# Tomasz Czyszek
Tomasz Czyszek (ur. 21 listopada 1974 w Kielcach) – polski dyplomata i urzędnik państwowy; ambasador RP na Malcie (2020–2025).

## Życiorys
Tomasz Czyszek ukończył politologię na Wydziale Prawa i Administracji Uniwersytetu Jagiellońskiego. Studiował także na Wydziale Nauk Społecznych na Papieskim Uniwersytecie św. Tomasza z Akwinu w Rzymie oraz studium integracji europejskiej w Krajowej Szkole Administracji Publicznej współorganizowane przez École nationale d’administration.
W latach 2000–2001 pracował w Biurze Pełnomocnika Rządu ds. negocjacji o Członkostwo RP w Unii Europejskiej Kancelarii Prezesa Rady Ministrów. W 2002 przeszedł do Departamentu UE i Obsługi Negocjacji Akcesyjnych Ministerstwa Spraw Zagranicznych. Był m.in. członkiem zespołu przygotowującego Traktat ustanawiający Konstytucję dla Europy. Od 2004 do 2009 pracował w Wydziale Politycznym Ambasady RP w Rzymie. Bezpośrednio po powrocie trafił do Departamentu Europy Zachodniej i Północnej MSZ, a następnie Departamentu Polityki Europejskiej, gdzie pracował m.in. na stanowiskach ds. relacji z Włochami i Maltą oraz naczelnika Wydziału Europy Zachodniej (2010–2012). Od 2012 do 2015 był zastępcą Biura Archiwum i Zarządzania Informacją MSZ, a od 2016 do 2018 jego dyrektorem. 19 czerwca 2019 został mianowany Ambasadorem Nadzwyczajnym i Pełnomocnym Rzeczypospolitej Polskiej w Republice Malty. Placówkę objął 27 lutego 2020. Misję zakończył w lipcu 2025.
Mówi po angielsku, włosku i francusku. Żonaty z Moniką Czyszek, ojciec dwóch córek.